# Adam Jánoš
Adam Jánoš (Uherské Hradiště, 20 juli 1992) is een Tsjechisch voetballer.
Jánoš werkte zijn jeugdopleiding af bij Sparta Praag, waar hij in 2012 doorstroomde naar de eerste ploeg. Hij maakte zijn debuut op 24 februari 2013 toen hij in de 83ste minuut mocht invallen in een wedstrijd tegen 1. FC Slovácko. Tussen 2013 en 2015 werd hij uitgeleend aan tweedeklasser FC Vysočina Jihlava.
Voor het Europees kampioenschap onder 21 van 2015 maakt Jánoš deel uit van de Tsjechische selectie.

## Clubstatistieken
| Seizoen | Club                  | Competitie     | Competitie | Competitie | Beker | Beker | Internationaal | Internationaal | Totaal | Totaal |
| Seizoen | Club                  | Competitie     | Wed.       | Dlp.       | Wed.  | Dlp.  | Wed.           | Dlp.           | Wed.   | Dlp.   |
| ------- | --------------------- | -------------- | ---------- | ---------- | ----- | ----- | -------------- | -------------- | ------ | ------ |
| 2012/13 | Sparta Praag          | Gambrinus liga | 1          | 0          | 1     | 1     | 1              | 0              | 3      | 1      |
| 2013/14 | → FC Vysočina Jihlava | Gambrinus liga | 26         | 2          | 4     | 0     | —              | —              | 30     | 2      |
| 2014/15 | → FC Vysočina Jihlava | Gambrinus liga | 19         | 1          | 1     | 0     | —              | —              | 20     | 1      |
| 2015/16 | → FC Vysočina Jihlava | Gambrinus liga | 11         | 0          | 2     | 0     | —              | —              | 13     | 0      |
| 2015/16 | FK Mladá Boleslav     | Gambrinus liga | 13         | 1          | 5     | 0     | —              | —              | 18     | 1      |
| 2016/17 | FK Mladá Boleslav     | Gambrinus liga | 22         | 1          | 3     | 0     | 2              | 0              | 27     | 2      |
| 2017/18 | FK Mladá Boleslav     | Gambrinus liga | 19         | 0          | 2     | 0     | 4              | 2              | 25     | 2      |
| 2018/19 | FC Banik Ostrava      | Gambrinus liga | 29         | 1          | 6     | 0     | —              | —              | 35     | 1      |
| 2019/20 | FC Banik Ostrava      | Gambrinus liga | 13         | 0          | 1     | 0     | —              | —              | 14     | 0      |
| Totaal  | Totaal                | Totaal         | 153        | 6          | 25    | 1     | 7              | 2              | 185    | 9      |

Bijgewerkt op 17 juni 2015.